# Lucas Sebastián Haedo
Lucas Sebastián Haedo (* 18. April 1983 in Chascomús, Buenos Aires) ist ein ehemaliger argentinischer Radrennfahrer. Er ist ein jüngerer Bruder von Juan José Haedo.

## Karriere
2004 gewann Lucas Sebastian Haedo eine Etappe beim Giro della Provincia di Cosenza, 2005 war er zweimal bei der Vuelta a León erfolgreich. 2006 gewann er die vierte Etappe der Galicien-Rundfahrt. In der Saison 2007 fuhr er zeitweise für das Rock Racing Team und gewann eine Etappe beim International Cycling Classic. Von 2008 bis 2009 fuhr Haedo für das US-amerikanische Continental Team Colavita/Sutter Home-Cooking Light, wo er zu Beginn der Saison zwei Teilstücke der Vuelta a Mendoza und die Tour of Somerville gewann und Zweiter der Nordamerika-Rangliste wurde. 2009 gewann er erneut die Tour of Somerville. Ab 2010 bis 2012 war der Argentinier Mitglied des dänischen Team Saxo Bank und fuhr dort an der Seite seines Bruders Juan José. 2010 und 2011 startete Haedo beim Giro d’Italia und belegte in beiden Jahren Rang 128. 2013 wurde er 139. in der Gesamtwertung der Vuelta a España. Ansonsten bestritt er vorrangig Rennen in Süd- und Nordamerika. 2014 wechselte er zum Team Skydive Dubai-Al Ahli Club. Hier wurde er Vierter bei der Tour of Thailand. 2015 wechselte er dann zum Team Jamis. 2017 wechselte er dann zum Team UnitedHealthcare. 2018 wurde er bei der Tour of Korea Achter. Nach der Saison 2018 beendete er seine Profikarriere.

## Erfolge
2004
- eine Etappe Giro della Provincia di Cosenza

2005
- zwei Etappen Vuelta a León

2006
- eine Etappe Galicien-Rundfahrt

2008
- U.S. Air Force Cycling Classic

2009
- eine Etappe Tour de San Luis
- eine Etappe Nature Valley Grand Prix

2014
- eine Etappe Tour of Thailand

2015
- zwei Etappen Redlands Bicycle Classic
- eine Etappe Joe Martin Stage Race
- eine Etappe Tour of the Gila

2016
- eine Etappe Joe Martin Stage Race
- zwei Etappen Vuelta a Colombia

2017
- eine Etappe Joe Martin Stage Race

2018
- eine Etappe Redlands Bicycle Classic

## Grand-Tour-Platzierungen
| Grand Tour            | 2010 | 2011 | 2012 | 2013 | 2014 | 2015 | 2016 | 2017 |
| --------------------- | ---- | ---- | ---- | ---- | ---- | ---- | ---- | ---- |
| Giro d’ItaliaGiro     | 128  | 128  | –    | –    | –    | –    | –    | –    |
| Tour de FranceTour    | –    | –    | –    | –    | –    | –    | –    | –    |
| Vuelta a EspañaVuelta | –    | –    | 139  | –    | –    | –    | –    | –    |